# شونتایشن
شونتایشن (به آلمانی: Schönteichen) یک شهر در آلمان است که در باوتسن واقع شده‌است. شونتایشن ۲٬۳۵۸ نفر جمعیت دارد.